# Петрово-Солониха
Петро́во-Солони́ха  (в минулому Солоніца) — село в Україні, у Веснянській сільській громаді Миколаївського району Миколаївської області. Населення становить 688 осіб.
На схід і північний схід від села розташований Петрово-Солониський заказник.

## Історія
Починаючи з XVI ст., землі, на теренах яких знаходиться сучасне село Петрово-Солониха знаходилось у провінції Сілістра у складі Османської імперії. Основу населення становили кримські й ногайські татари, румуни, молдовани, турки. Були також великі громади греків, вірмен, євреїв, українців, циган.[джерело?]
Перші офіційні згадки про населений пункт, який знаходився на території сучасного села Петрово-Солониха, знайдені на польській карті, котру склав відомий італійський картограф Ріцці Дзанноні (Rizzi Zannoni) у 1767 році. На той час ця територія належала Османській імперії. На ній ми можемо бачити поселення ногайських татар Солоніца.[джерело?]
Станом на 1886 у селі, центрі Петрівської волості Одеського повіту Херсонської губернії, мешкало 666 осіб, налічувалось 114 дворових господарств, існували православна церква, школа, земська станція та лавка. За версту — римо-католицька церква, школа. За 8 верст — римо-католицький молитовний будинок, постоялий двір. За 13 верст — католицький молитовний будинок, школа.